# ZFC in het seizoen 1960/61
Het seizoen 1960/1961 was het zesde jaar in het bestaan van de Zaandamse betaaldvoetbalclub ZFC. De club kwam uit in de Nederlandse Eerste divisie B en eindigde daarin op de 8e plaats. Tevens deed de club mee aan het toernooi om de KNVB beker, hierin werd de club in de groepsfase uitgeschakeld.

## Wedstrijdstatistieken

### Eerste divisie B
|       | Be Quick | Blauw-Wit | DHC   | EBOH  | Excelsior | Eindhoven | Go Ahead | Heerenveen | Helmond | Heracles | 't Gooi | RCH   | SHS   | Sittardia | SVV   | VSV   | Wageningen |
| ----- | -------- | --------- | ----- | ----- | --------- | --------- | -------- | ---------- | ------- | -------- | ------- | ----- | ----- | --------- | ----- | ----- | ---------- |
| Thuis | 2 – 0    | 3 – 2     | 0 – 3 | 4 – 1 | 2 – 1     | 0 – 0     | 1 – 1    | 0 – 2      | 1 – 0   | 2 – 1    | 2 – 3   | 6 – 1 | 0 – 0 | 2 – 0     | 3 – 0 | 1 – 2 | 0 – 3      |
| Uit   | 3 – 1    | 1 – 1     | 0 – 0 | 0 – 2 | 1 – 0     | 5 – 3     | 1 – 0    | 1 – 0      | 3 – 1   | 1 – 2    | 4 – 1   | 3 – 5 | 1 – 1 | 0 – 0     | 3 – 1 | 0 – 2 | 5 – 2      |

### KNVB beker
| Groepsfase                                         | Alkmaar '54                                     | 3 – 2 (1 – 0) | ZFC                                    |
| 14 augustus 1960 Plaats: Alkmaar Alkmaarderhout    | Jan Visser 26', 57' Johan Engelsma 53'          |               | Jos van Helvert of Henny van der Linde |
| Groepsfase                                         | ZFC                                             | 1 – 1 (0 – 1) | Stormvogels                            |
| 17 augustus 1960 Plaats: Zaandam Westzanerdijk     | Cor Smit 84'                                    |               | 20' Simon Vessies                      |
| Groepsfase                                         | KFC                                             | 2 – 1 (1 – 0) | ZFC                                    |
| 2 oktober 1960 Plaats: Koog aan de Zaan Breestraat | Martin Koeman 35' Henk van Vlierden 54'         |               | Bert Cornelisse                        |
| Groepsfase                                         | ZFC                                             | 5 – 1 (2 – 1) | VSV                                    |
| 15 maart 1961 Plaats: Zaandam Westzanerdijk        | André Schuerman 1', –', –', –' Piet van der Bor |               | Ron Versluis                           |

## Statistieken ZFC 1960/1961

### Eindstand ZFC in de Nederlandse Eerste divisie B 1960 / 1961
| Stand | Gespeeld | Gewonnen | Gelijk | Verloren | Punten | Doelpunten voor | Doelpunten tegen |
| ----- | -------- | -------- | ------ | -------- | ------ | --------------- | ---------------- |
| 8e    | 34       | 13       | 7      | 14       | 33     | 51              | 52               |

### Topscorers
| #      | Naam               | Goal |
| ------ | ------------------ | ---- |
| 1.     | Bert Cornelisse    | 9    |
| 2.     | Cor Kat            | 7    |
| 3.     | Richard Agsteribbe | 6    |
| 3.     | Toon van der Linde | 6    |
| 5.     | Piet van den Bor   | 5    |
| 5.     | Lou de Graaf       | 5    |
| 7.     | Arie Dorst         | 3    |
| 7.     | Onne Hoff          | 3    |
| 9.     | Jos van Helvert    | 2    |
| 9.     | Rudi Michel        | 2    |
| 9.     | Cor Smit           | 2    |
| 12.    | André Schuerman    | 1    |
| Totaal | Totaal             | 51   |

| #              | Naam                                                       | Goal |
| -------------- | ---------------------------------------------------------- | ---- |
| 1.             | André Schuerman                                            | 4    |
| 2.             | Piet van der Bor                                           | 1    |
| 2.             | Bert Cornelisse                                            | 1    |
| 2.             | Henny van der Linde                                        | 1    |
| 2.             | Cor Smit                                                   | 1    |
| Eigen doelpunt |                                                            |      |
| –              | Jos van Helvert of Henny van der Linde (Tegen Alkmaar '54) | 1    |
| Totaal         | Totaal                                                     | 9    |